# Helgelseförbundet
Helgelseförbundet var ett svenskt frikyrkosamfund mellan 1887 och 1994.
Från början var Helgelseförbundet ett missionssällskap, men efterhand kom det att bli ett samfund med baptistisk och evangelikal inriktning. År 1994 gick Helgelseförbundet, efter fem års samarbete, samman med Fribaptistsamfundet i Helgelseförbundet/Fribaptistsamfundet som i sin tur 1997 gick samman med Örebromissionen och bildade trossamfundet Nybygget – kristen samverkan, sedan 2002 kallat Evangeliska Frikyrkan (EFK).

## Historik
Liksom många andra svenska samfund uppstod Helgelseförbundet ur 1800-talets väckelserörelse. Den väckelse som så småningom blev Helgelseförbundet utbröt på Torps herrgård i Närke på 1880-talet, och var en lekmannaorienterad rörelse med betoning på helgelse. Ledare var herrgårdens ägare Edvard Hedin tillsammans med den teologiske ledaren C J A Kihlstedt. Kihlstedt var från början präst i Svenska kyrkan men valde att 1889 sluta sin tjänst där på grund av teologiska betänkligheter.
Torp låg geografiskt och andligt nära Riseberga där Olof Hedengren år 1855 upprättade Sveriges första bönhus. I denna krets fanns också skräddaren och lekmannapredikanten August Carleson från Vintrosa, som sedan kom att bereda marken för och delta i bildandet av Helgelseförbundet.
Den väckelse som så småningom blev Helgelseförbundet utbröt nära Torps herrgård i på Marie bebådelsedag 1885 under ett bönemöte i en stuga där deltagarna starkt fick uppleva Guds beröring och kallelsen att be. Helgelseförbundet var en lekmannaorienterad rörelse med betoning på helgelse och kan sägas vara ett svar på roparrörelsen som med sitt starkt fördömande sätt att predika skapade en nöd hos människor som till synes besvarades i förbundets sätt att betona nåden och förlåtelsen.
Vid midsommar 1887 anordnade Hedin och hans vänner Torpkonferensen, i herrgårdens lada. Konferensen, som blev årligen återkommande, kom att bli den sammanhållande mötesplatsen i Helgelseförbundet. Vid bildandet av Helgelseförbundet fördes inget protokoll; därför kan man inte exakt ange år och datum, men enligt boken Det började med ett bönemöte grundades Helgelseförbundet 1887 på den första Torpkonferensen.
Torpkonferensen anordnas fortfarande vid midsommar varje år, på samma plats som den första konferensen. Vid Torpkonferensen 2005 medverkade bland andra John Ortberg och Carola Häggkvist.

## Särdrag och organisation
Särdrag i Helgelseförbundet var bland annat öppenheten för kvinnliga predikanter. Götabro som blev Helgelseförbundets missionsskola utbildade missionärer och evangelister och av de 1 317 personer som hade gått utbildningen 1955, var 658 kvinnor. Till och med den första klassen som gick på Götabro hade kvinnor med, och den kände missionären Fredrik Franson verkade inte ha haft några betänkligheter med att lära ut till och sända dessa. Kanske detta också berodde på en av Helgelseförbundets starka kvinnor Nelly Hall, som under lång tid satt med i styrelsen.
Helgelseförbundet, som från början var ett missionssällskap, hade mission i flera länder såsom Sverige, Kina, Sydafrika, Japan, Swaziland, Tyskland och Frankrike. Missionsarbetet var därför en viktig del i rörelsens identitet, liksom musiken. Helgelseförbundet hade många musiker och kompositörer, som predikanten Emil Gustafson, Eric Bergqvist, Arnold Schyrman, K.G. Sjölin, Conrad Björkman och J. Sonesson. Emil Gustafson sammanställde och gav ut psalmboken Hjärtesånger 1895.
Helgelseförbundets tidningar hette Trons Segrar, Segrande Ungdom samt Barnens Missionstidning, varav den förstnämnda hade cirka 9 000 prenumeranter 1946.

## Emil Gustafson - den mest kände helgelseförbundaren
Emil Gustafson är antagligen den mest kände helgelseförbundaren, översatt till flera språk och med en biografi om sig skriven av helgelseförbundaren Stig Abrahamsson, boken heter "Emil Gustafson - en Guds profet" och skrevs 1948. Teologen Joel Halldorf disputerade 2012 på en avhandling om Gustafson. Gustafsons skrifter har betytt mycket för sekten Smiths Vänner, för Flodbergskretsen och för pingstpastorn Peter Halldorf.

## Missionsföreståndare
- 1923-1927 August Karlsson
- 1929-1954 John L Claesson
- 1954-1979 Stig Abrahamsson
- 1979-1982 Harry Andersson
- 1984-1994 Rolf Nordström

## Ordförande
- 1887–1921 Edvard Hedin
- 1922-1938 Per Rosander
- 1938-1943 C E Johansson
- 1943-1959 Henning Karlsson
- 1959-1975 Härold Norburg
- 1976-1980 Erik Arvidsson
- 1980-   Sune Ottosson